# غزال ملكة سبأ
غَزال مَلِكَة سَبأ أو غَزال اليَمَن هو إحدى أنواع الغزلان المنقرضة والتي كان يقتصر وجودها على بعض المناطق في اليمن فقط دون غيرها من الدول، ويفترض بعض الخبراء في متحف التاريخ الطبيعي الأمريكي أن هذه الحيوانات هي في الواقع سلالة من الغزال العربي وليست بنوع مستقل بذاته. كانت هذه الغزلان تعيش في الجبال والمناطق الهضابية في اليمن، ومنذ عام 1951 لم يعد هناك أي مشاهدات عَيْنِيَّة لها بعد أن قبض على خمسة رؤوس في الجبال في محافظة تعز حيث كانت هذه الحيوانات منتشرة في ذلك الوقت.
لم يتبقَ حالياً أي فرد من هذه الحيوانات سواء حَيَّاً أو محنطاً، كما لم يرد أي تقرير أو مشاهدة عَيْنِيَّة تفيد عن وجوده، وقد قام البعض بعمليات بحث ومراقبة في المناطق التي كان يقطنها هذا الغزال سابقاً إلا أن جميعها باءت بالفشل. إلا أنه في عام 1985 التقطت صورة لبضعة غزلان في مزرعة الوبرة للحياة البرية في قطر، وقال عنها عالم الحيوان كولن غروفز بأنها تعود لغزلان يَمَنِيَّة على الأرجح، إلا أنه حتى الآن لا يزال هذا الأمر غير مؤكد.

## الموطن والمسكن

موطنه

كانت هذه الغزلان تنتشر فقط في السهول المرتفعة والهضاب المحيطة بمدينة تعز في اليمن، حيث كانت تشاهد وهي تتنقل منفردة أو في مجموعة من 3 أفراد في المناطق ذات النبات الخفيض على ارتفاع يتراوح بين 1,230 و2,150 متر، ولم تشاهد هذه الحيوانات أبداً أو عرف عنها بأنها تواجدت في الأراضي المستصلحة أو بجانب الطرق والمستوطنات البشرية.

### تاريخ النوع
كان يزعم في عام 1951 أن هذه الغزلان وفيرة العدد، وفي نفس العام تَمَّ الإمساك بخمسة رؤوس يمكن إيجادها اليوم في متحف شيكاغو للتاريخ الطبيعي، ومنذ ذلك الوقت لم يتم التبليغ عن أي مشاهدة عينية لتلك الحيوانات. وفي عام 1992 قامت إحدى البعثات باستكشاف المنطقة التي كانت تقطنها هذه الغزلان إلا أنها فشلت في العثور على أي حيوان حي منها، وقد أفاد السكان في تلك المنطقة أيضاً بأنهم لم يشاهدوا غزالاً منذ عقود، كما لم يتواجد أي حيوان منها في ذلك الوقت في حدائق الحيوانات الأوروبية والأمريكية.
أعتبر أحد العلماء (هاريسون) غزال اليمن منقرضاً منذ عام 1991، وقد أخذ بهذا الاعتبار من قبل المجموعة المختصة بالظباء التابعة للإتحاد العالمي للحفاظ على الطبيعة في آخر إحصاء عالمي لهم (2001) وفي الجزء الرابع من خطة العمل الإقليمية للمحافظة على ظباء إفريقيا، آسيا، والشرق الأوسط. أعلن رسميّا عن انقراض غزال ملكة سبأ عام 1999 في القائمة الحمراء للأنواع المهددة الخاصة بالاتحاد العالمي للحفاظ على الطبيعة.
تجرى حالياً بعض فحوصات الحمض النووي على الغزلان المحنطة في متحف شيكاغو للتاريخ الطبيعي لتحديد ما إذا كانت تشكل نوعاً مستقلاً بذاتها أو تعتبر سلالة من الغزال العربي، وللتأكد من كون حمضها النووي مطابق لحمض تلك الغزلان الأسيرة في قطر. وبالإضافة لذلك فهناك العديد من الفحوصات التي تجرى على الحمض النووي لجميع أنواع الغزلان التي تقطن شبه الجزيرة العربية لكي يصار إلى التفرقة بينها بشكل أوضح، وإلى حين ظهور النتائج يجب اعتبار غزال اليمن منقرضاً.

### الأنواع القريبة
يعتبر غزال ملكة سبأ قريباً لنوعين من الغزلان المنقرضة وهي الغزال العربي والغزال الأحمر، أحدها، وهو الغزال العربي الذي كان يعرف من جزر فرسان بالسعودية فقط، يعتبر أقرب إلى هذا النوع من الأخر.